# Паризький салон

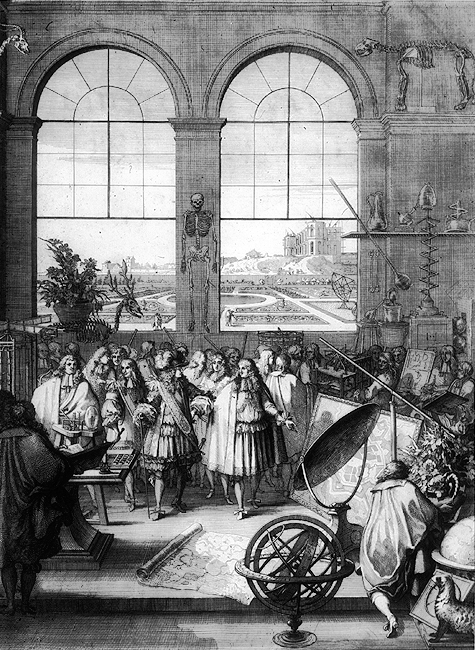
Гравер Себастьян Леклер. Візит короля Луї 14-го в Академію наук, 1671 рік

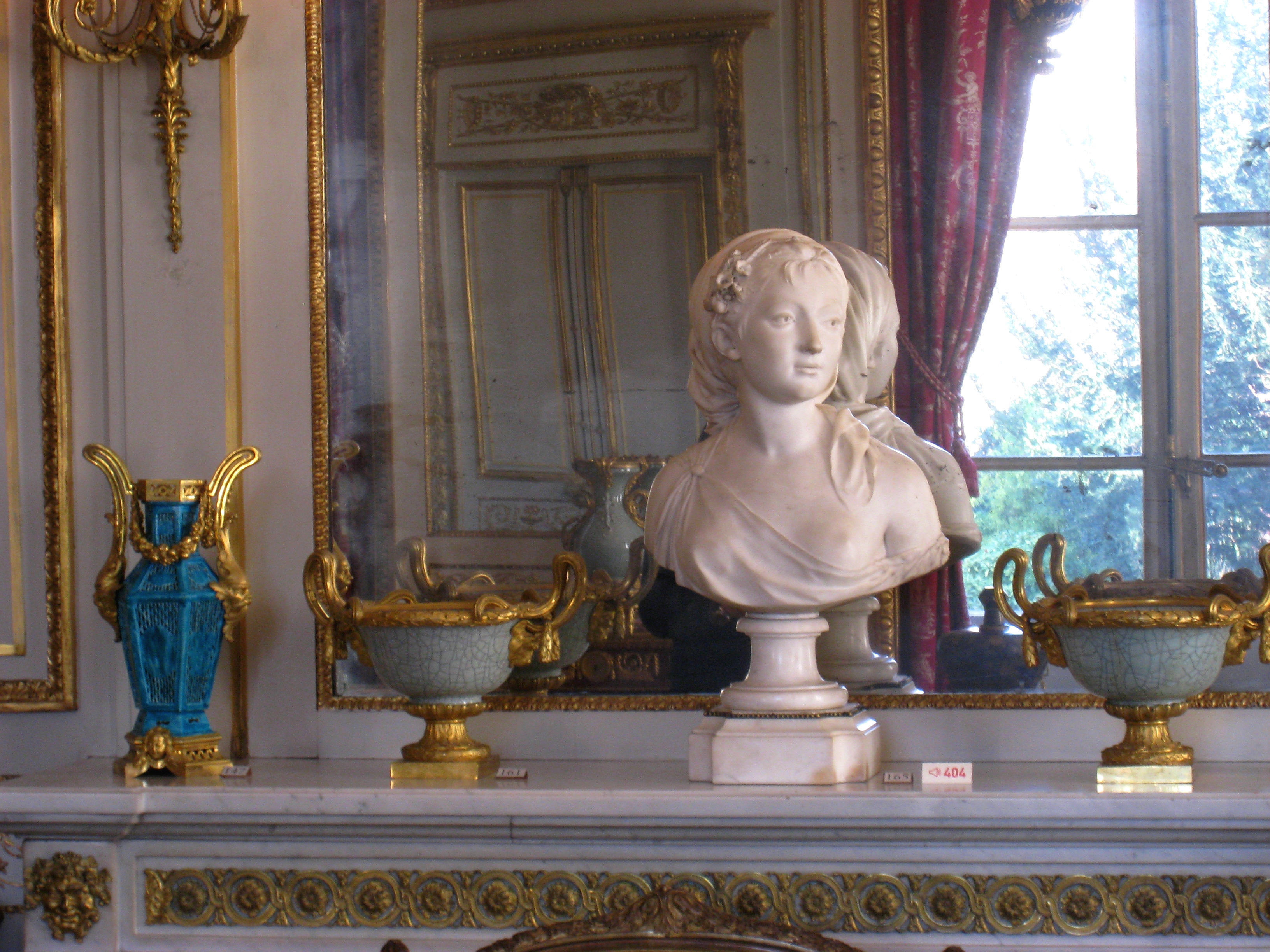
Витвори мистецтва 18 століття

Салон, або Паризький Салон — всесвітньо відома, офіційна виставка творів мистецтва, що досить регулярно відбувається в Парижі, яку проводить Французька академія мистецтв.

## Римські попередники Салонів
Слід вважати, що попередниками Салону були виставки в Римі. Раз на 2 роки в Римі в величному і порожньому Пантеоні відбувались виставки картин художників, що працювали в цей час в папській столиці. Але великі за розміром картини сюди не привозили. Для експонування великих картин своє приміщення відвела церква Сан Джованні Деколлато (нині в занедбаному стані).
Але ці виставки не набули всесвітньої слави. Проте, про них добре знали в Парижі, де в перші роки існування Салонів виставки теж відбувались раз на 2 роки за зразком Риму.

## Історія виникнення Салонів
В добу короля Людовика XIV відбулося створення низки академій, що дозволяло королівському двору контролювати роботи в архітектурі, живопису, скульптурі, науках тощо. Контроль над академіями давав змогу зосереджувати найталановитіших підлегих (підданих) в державних установах і використовувати їх здібності для уславлення королівськиї особи і монархічного правління як такого.
Вони були логічним продовженням так званої Французької академії, що заснував могутній кардинал Рішельє ще у січні 1635 року. Французька академія мала « створити французьку мову не тільки елегантною, але й здібною трактувати усі мистецтва і науки». Тобто, це була академія французької мови і літератури.
За короля — сонце засновані:
- Королівська Академія танцю у 1661  р.
- Королівська Академія мистецтв у 1664 р.
- Королівська Академія наук у 1666 р.
- Королівська Академія музики у 1669 р.
- Королівська Академія архітектури у 1671 р.

## Заснування виставок в салоні
За бажанням короля Луї 14-го Королівська Академія мистецтв була забов'язана проводити виставки робіт своїх членів. Перша виставка відбулася 23 квітня 1667 року. Перші виставки проводились в Пале-Рояль та в палаці Рішельє один раз на 2 роки.
У 1673 році був надрукований перший каталог з описом витворів мистецтва виставки. З 1725 року виставку перевели в Квадратний Салон королівського палацу Лувр.За виставками закріпилася назва — Салон.

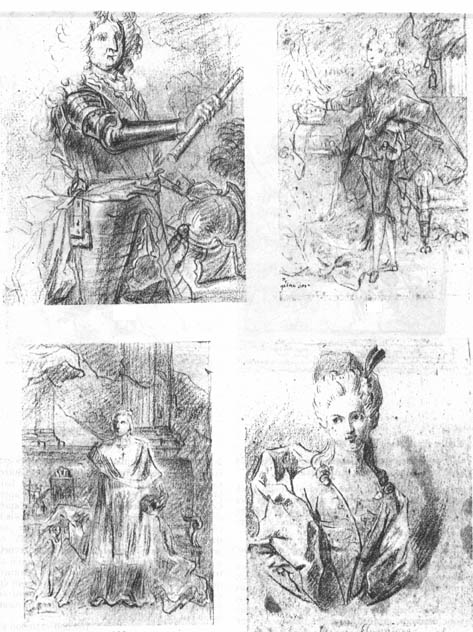
Невідомий майстер Франції 18 ст. Замальовка портретів Іасента Ріго у Салоні 1704 року, приватна збірка.
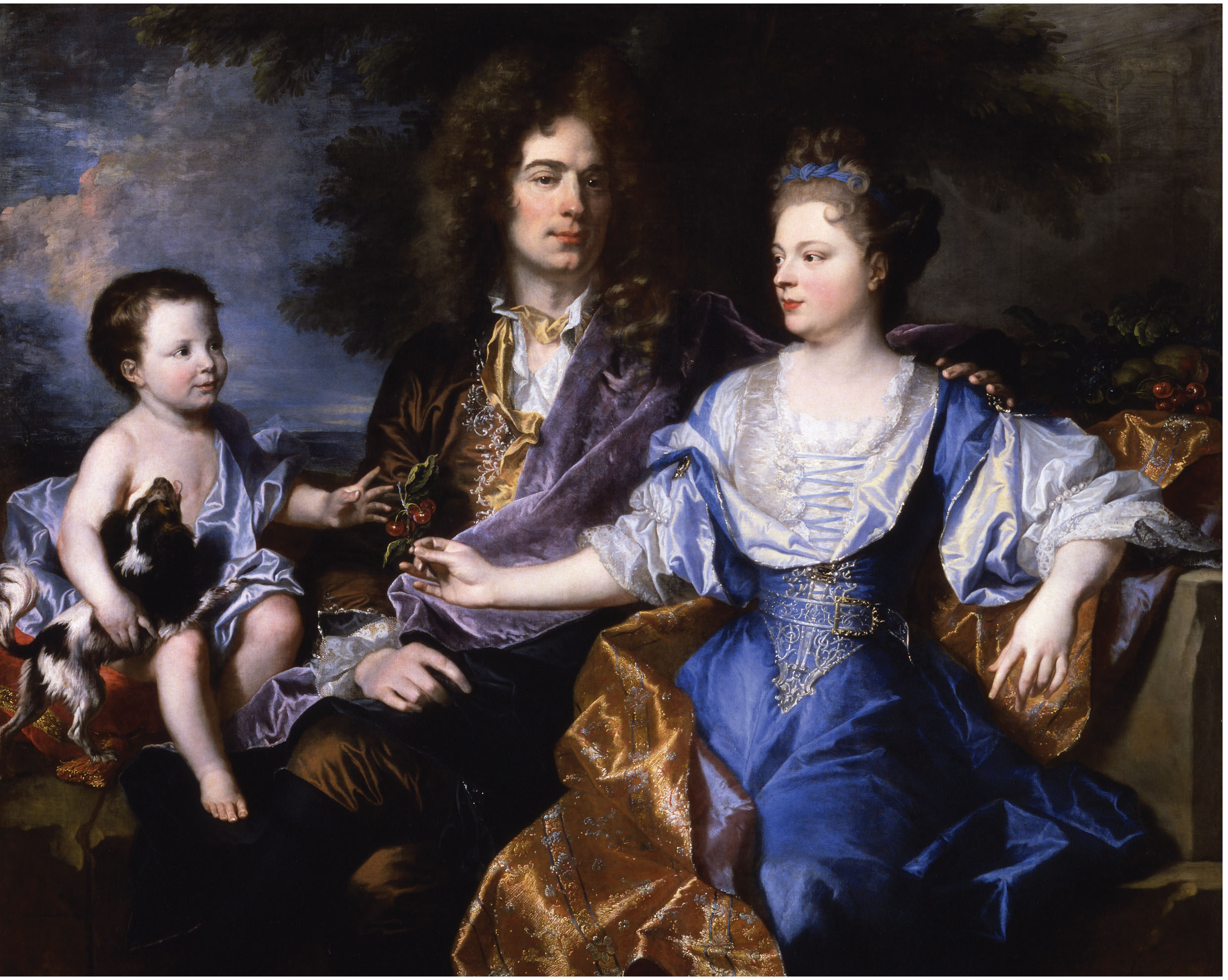
Г.Ріго.Портрет родини Леонар, зразок родинного портрета в Салоні
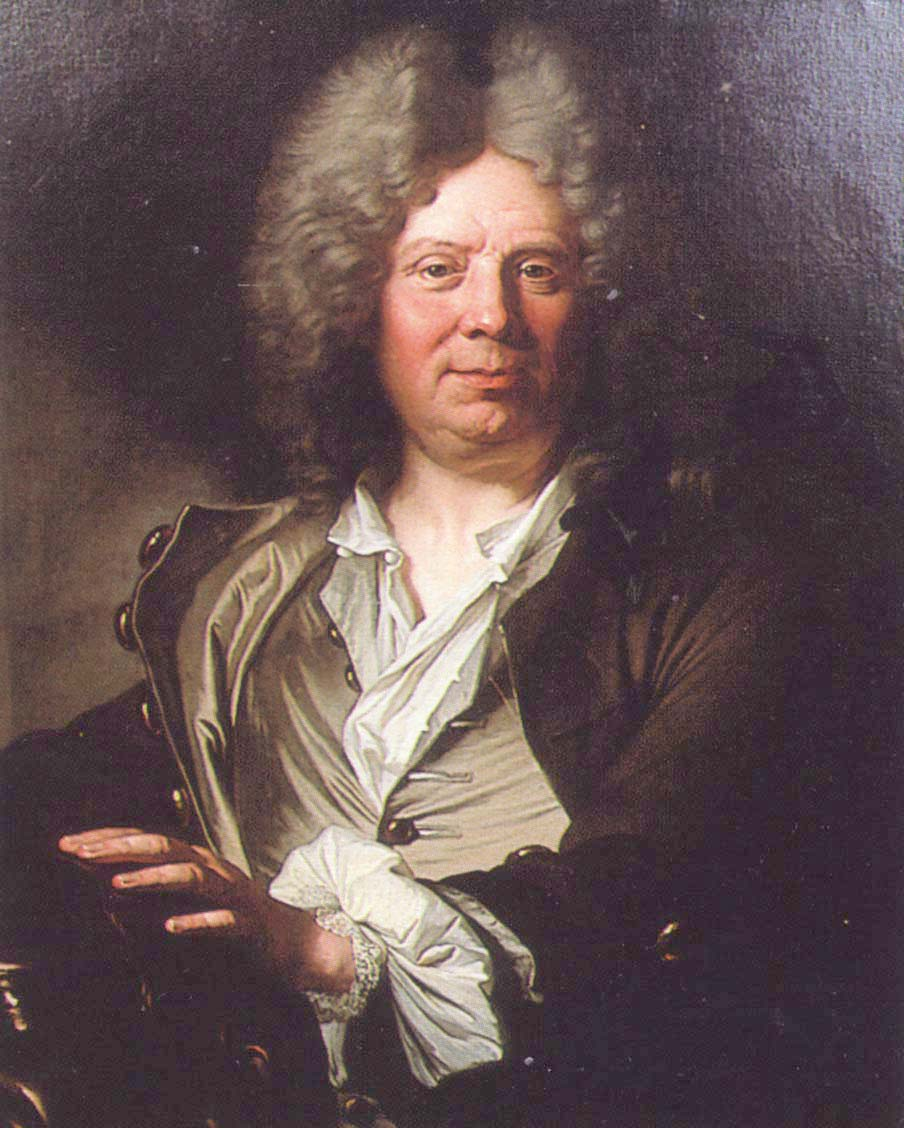
Портрет скульптора Куазевокса, зразок портретів в Салоні

## Салони в 18 столітті і філософ Дідро

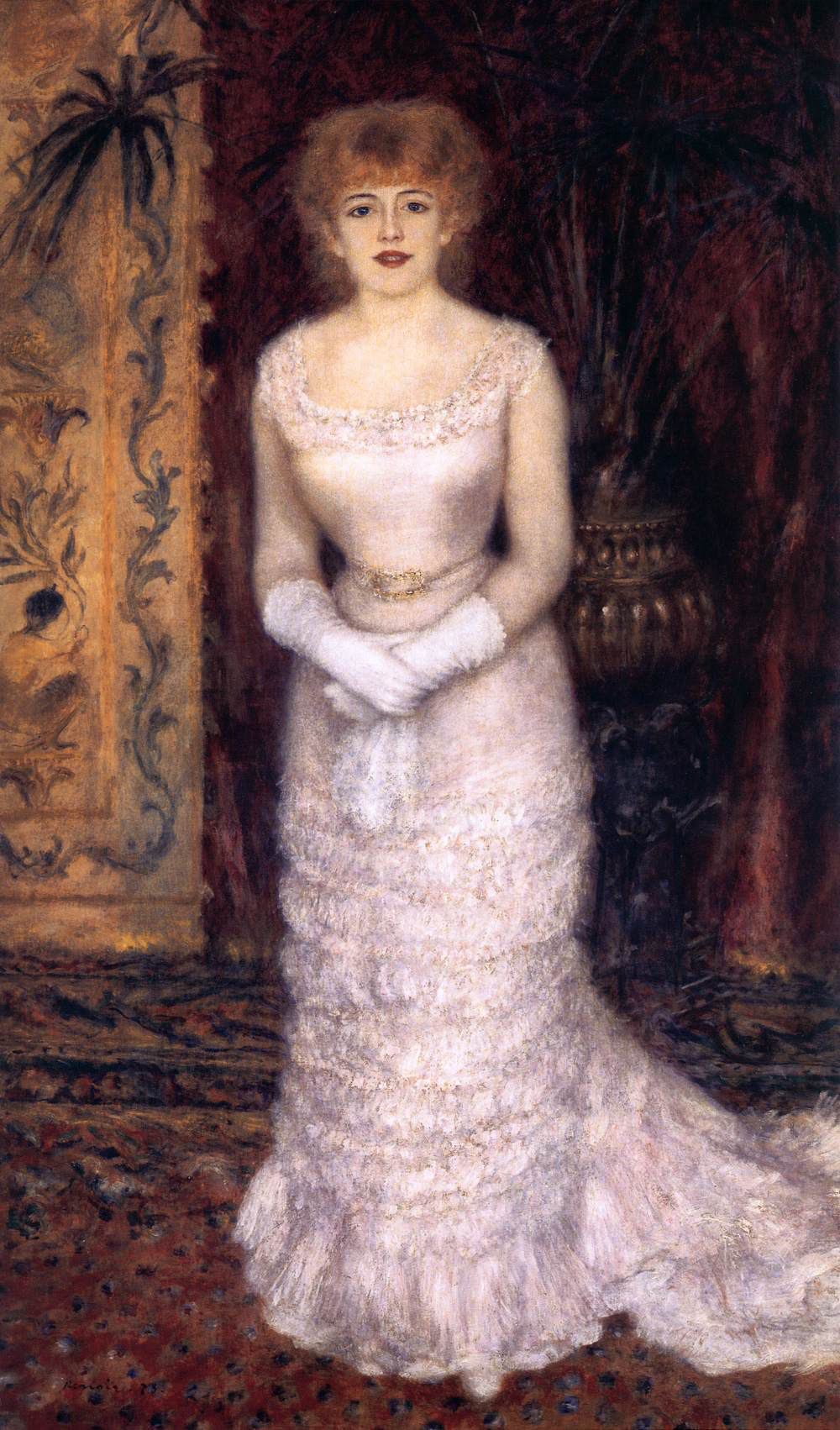
Ренуар. Салонний, парадний портрет актриси Самарі у повний зріст. Ермітаж.

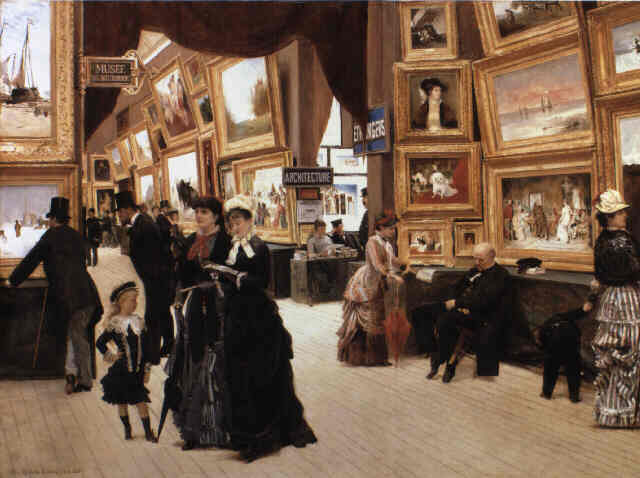
Худ. Е.Данта. Салон у 1880 р.

Худ. Анна Білінська. Автопортрет Золота медаль Салону у 1887 р.

Свої твори на виставки в Салоні давали художники — Шарль Лебрен, П'єр Міньяр, (Іасент) Гіацинт Ріго, Ватто, Шарден, Жан-Оноре Фрагонар, Жак-Луї Давід, скульптори Куазевокс, Франсуа Жирардон, Пюже, Жан Антуан Гудон, Фелікс Леконт. 1759 року письменник і філософ Дені Дідро дав хроніку Салону, що стало першим зразком мистецького аналізу, мистецтвознавства.
Виставки в Салоні припинилися в роки французької революції 1789 — 1793 років і революційного терору.

## Салони в XIX столітті
Важкий тягар королівського контролю відчували на собі вже митці кінця XVII століття. Це значно обмежувало сюжети і теми мистецтва, силоміць закутих в межі офіційних портретів, парадних монументів, міфологічних чи біблійних тем. Виникає академізм, як стиль офіційно схвалений і лояльний до влади. Винятками стають твори митців, найменше пов'язаних з Академією чи без отримання тогочасної освіти — Ватто, Шарден, що розробляли непрестижні жанри натюрморту чи галантних свят.
Ще більший тягар відчули на собі митці XIX століття, коли академізм перейшов на охоронні і відверто реакційні позиції. Салони скандалами зустрічали картини Жеріко, Делакруа, Гюстава Курбе, Едуарда Мане. Зрощення академізму з зовнішньо віртуозним, але хворобливо-анемічним мистецтвом посередностей породило салонне мистецтво. Уві цікаві зразки і мистецькі течії мистецтва Франції 19 століття залишились по-за межами салонного мистецтва — романтизм, реалізм, Барбізонська школа, імпресіонізм, або надзвичайно мало з ним пов'язані (усі портрети Жака-Луї Давіда, Енгра, деякі твори Ренуара тощо). У 1900 італійський скульптор Джованні Де Мартіно, який проживає в Парижі, виграв вперше, спеціальний приз Салону з роботою бронзової скульптури під назвою «Le Pêcheur де criquets» («Ловець цвіркунів»).

## Салони в 20 столітті
Салони регулярно проводяться в павільйоні Ейфель — Бранлі, за винятком років 2-ї світової війни.